# Station Grand-Halleux
Station Grand-Halleux is een voormalig spoorwegstation langs spoorlijn 42 in Grand-Halleux, een deelgemeente van de gemeente Vielsalm.

## Reizigerstellingen
De grafiek en tabel geven het gemiddeld aantal instappende reizigers weer op een week-, zater- en zondag.
| Tabel: aantal instappende reizigers station Grand-Halleux | Tabel: aantal instappende reizigers station Grand-Halleux | Tabel: aantal instappende reizigers station Grand-Halleux | Tabel: aantal instappende reizigers station Grand-Halleux |
|                                                           | Weekdag                                                   | Zaterdag                                                  | Zondag                                                    |
| --------------------------------------------------------- | --------------------------------------------------------- | --------------------------------------------------------- | --------------------------------------------------------- |
| 1977                                                      | 49                                                        | 17                                                        | 49                                                        |
| 1978                                                      | 62                                                        | 20                                                        | 22                                                        |
| 1979                                                      | 73                                                        | 22                                                        | 26                                                        |
| 1980                                                      | 72                                                        | 26                                                        | 25                                                        |
| 1981                                                      | 68                                                        | 20                                                        | 16                                                        |
| 1982                                                      | 54                                                        | 23                                                        | 36                                                        |
| 1983                                                      | 55                                                        | 20                                                        | 20                                                        |
| 1984                                                      | 19                                                        | -                                                         | -                                                         |
| 1985                                                      | 7                                                         | -                                                         | -                                                         |

0,0: Rivage ·
0,9: Liotte ·
5,7: Martinrive ·
8,2: Aywaille ·
11,4: Remouchamps ·
13,4: Nonceveux ·
17,0: Quarreux ·
19,0: Lorcé-Chevron ·
21,4: Stoumont ·
27,4: La Gleize ·
30,4: Roanne-Coo ·
32,6: Coo ·
34,8: Trois-Ponts ·
40,7: Grand-Halleux ·
45,7: Rencheux ·
46,7: Vielsalm ·
48,3: Salmchâteau ·
51,4: Cierreux ·
54,2: Bovigny ·
58,1: Gouvy